# Browar rzemieślniczy

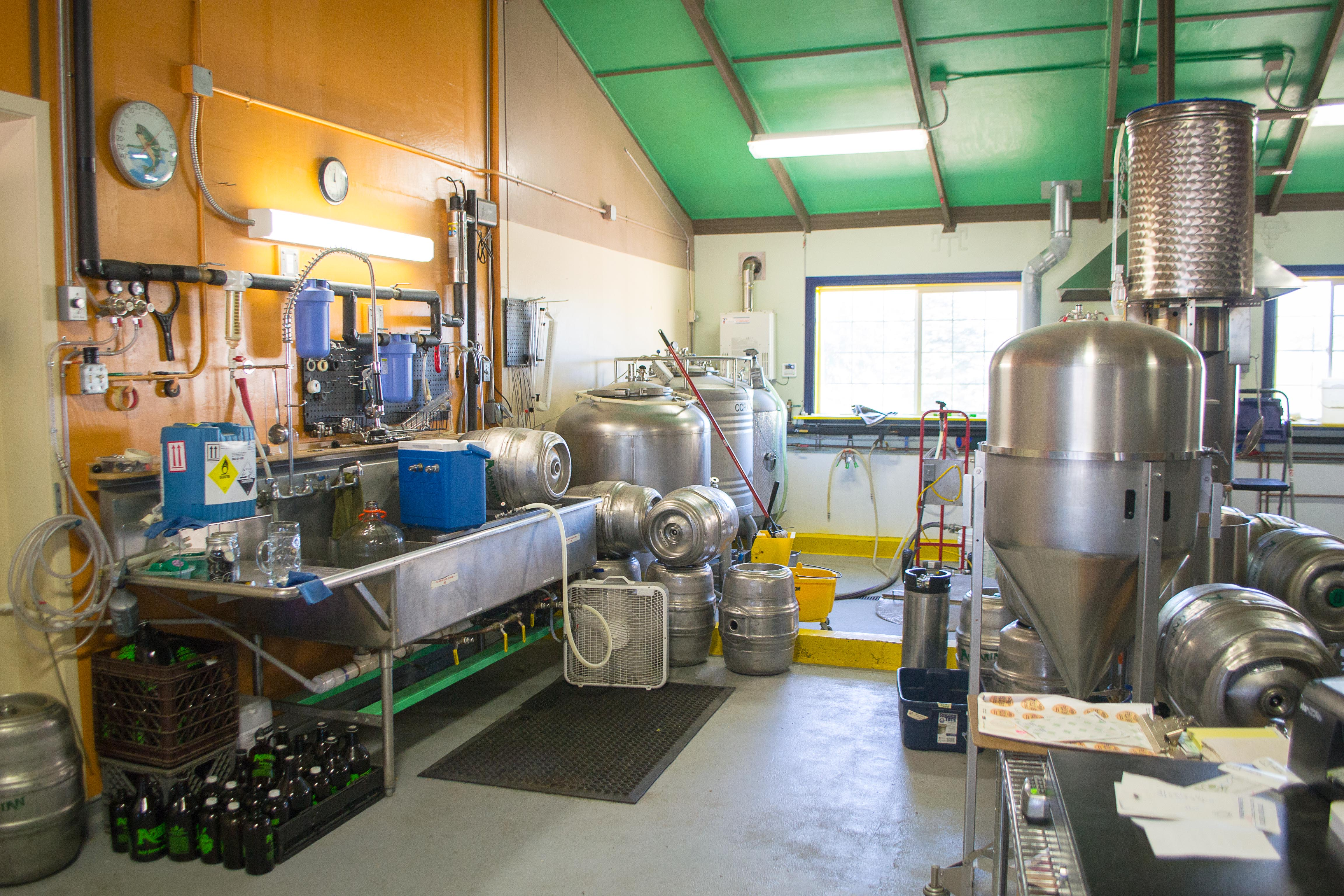
Browar rzemieślniczy Agrarian Ales niedaleko Coburga (Oregon)

Terminy browar rzemieślniczy, mikrobrowar nie posiadają powszechnie uznanej definicji, ale zwykle stosuje się je w odniesieniu do niezależnych (w sensie właścicielskim), małych browarów o tradycyjnych metodach warzenia piwa. Należą do nich niewielkie browary produkujące piwa specjalne, browary restauracyjne (brewpuby) oraz browary kontraktowe. Jedną z ważniejszych definicji browaru rzemieślniczego wprowadziło Polskie Stowarzyszenie Browarów Rzemieślniczych, organizacja reprezentująca browary rzemieślnicze w Polsce, według której browar rzemieślniczy: jakość produktu stawia na pierwszym miejscu, jest znany z ludzi tworzących piwa, jest innowacyjny, jest niezależny. 
Gwałtowny rozwój małych browarów obserwuje się na całym świecie. Do pojawienia się tego trendu, obecnego od lat 80. XX w., przyczyniła się deregulacja rynku piwa w USA w 1979 r. przez prezydenta Jimmy’ego Cartera oraz wzrost zainteresowania piwowarstwem domowym. W Europie stał się on zauważalny w połowie lat 90. W 2015 r. browarnictwo rzemieślnicze stanowiło 12% rynku piwa w USA i przewiduje się, że do 2020 r. jego udział na światowym rynku osiągnie 10%. 
W przeciwieństwie do oferty koncernów piwowarskich, skupiających się na produkcji piw typu lager i piw lekkich, mikrobrowary koncentrują się na warzeniu rozmaitych piw specjalnych. Używają zwykle droższych surowców do produkcji piwa i stosują odmienne technologie, co ma na celu uzyskanie intensywnego aromatu i smaku oraz często wyższej goryczki od poziomu goryczki piw masowych. Wiele z nich odniosło dzięki temu wielki sukces handlowy i w krótkim czasie znacznie zwiększyło produkcję. Sprzedaż piwa rzemieślniczego rośnie w ostatnich latach w szybszym tempie niż dominujących na rynku koncernowych lagerów. Pomimo spadku spożycia piwa w USA, Wielkiej Brytanii i Australii, browarnictwo rzemieślnicze notuje od ponad dekady przyśpieszający wzrost popytu na tych rynkach. Konsumenci europejscy zaczęli pić mniej alkoholu, a jednocześnie wydają tyle samo pieniędzy na alkohol, kupując droższe produkty wyższej jakości. We Francji małe browary cieszą się rosnącą popularnością w obrębie regionu, w którym się znajdują, a ich wybór postrzegany jest jako wyraz patriotyzmu lokalnego.

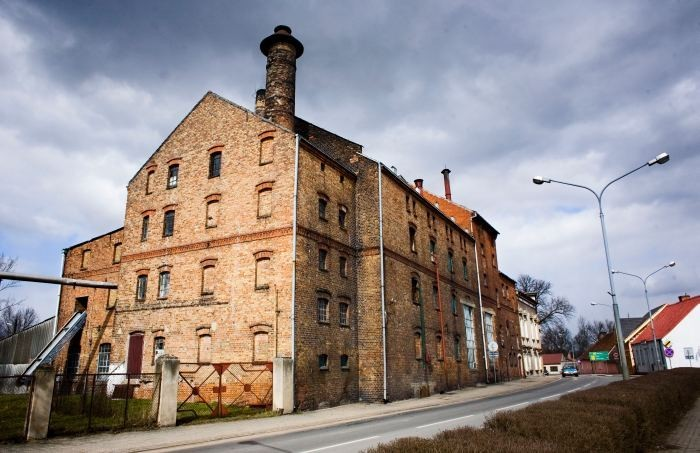
Wiele istniejących od stuleci browarów uznawanych jest dziś za rzemieślnicze, jeśli nie stosują współczesnych przemysłowych metod warzenia piwa. Na fotografii XIX-wieczna siedziba Browaru Czarnków.

Browarnictwo rzemieślnicze jest niejako odpowiedzią na industrializację, stanowiąc przejaw trendu stojącego w opozycji do bezosobowej masowej produkcji. Produkty wytwarzane przez browary rzemieślnicze uważane są przez konsumentów za produkty wymagające umiejętności i dbałości konkretnej osoby, która wykorzystuje swoją wiedzę rzemieślniczą, warząc piwo. Pracownik nie jest wyalienowany od produktu i procesu jego tworzenia, co ma miejsce w produkcji przemysłowej, kiedy jego wkład ogranicza się do serii powtarzających się czynności. Tym samym konsumenci mają skłonność wiązać piwa rzemieślnicze z wysoką jakością i autentycznością, przez co są gotowi płacić za nie wyższe ceny, a same mikrobrowary nie postrzegają siebie jako bezpośredniej konkurencji dla dużych koncernów piwowarskich. 
Coraz większą popularnością cieszą się więc zakłady produkujące na niewielką skalę lokalne produkty w branży spożywczej. Rozwija się biroturystyka (turystyka piwna) jako część turystyki kulinarnej, polegająca m.in. na zwiedzaniu browarów, organizowaniu degustacji i festiwali związanych z piwem rzemieślniczym. Działania te budują świadomość marki i pomagają zwiększyć zyski. Mikrobrowary rzadko używają tradycyjnych form reklamy – zwykle wykorzystywany jest marketing szeptany.

## Ulgi podatkowe
Zgodnie z art. 4 dyrektywy Rady 92/83/EWG z dnia 19 października 1992 r. w sprawie harmonizacji struktury podatków akcyzowych od alkoholu i napojów alkoholowych (Dz. Urz. WE L 316 z 19.10.1992), państwa członkowskie Unii Europejskiej mają prawo stosować obniżone stawki podatku akcyzowego wobec niezależnych, małych browarów, produkujących nie więcej niż 200 000 hl piwa rocznie. Stawki te mogą być niższe maksymalnie o 50% od standardowej, krajowej stawki podatku akcyzowego. 
Dyrektywa ta nie definiuje pojęcia mikrobrowaru ani browaru rzemieślniczego, natomiast ustala pojęcie niezależnego, małego browaru. Rozumie się przez nie browar, który jest prawnie i ekonomicznie niezależny od wszelkich innych browarów, mieści się w budynkach usytuowanych poza terenem należącym do jakiegokolwiek innego browaru i nie działa na mocy licencji. W przypadku gdy dwa lub więcej małych browarów współpracują ze sobą, a ich łączna wielkość rocznej produkcji nie przekracza 200 000 hl, mogą one być traktowane jako jeden niezależny, mały browar.
W Polsce obniżone podatki akcyzowe dla niezależnych, małych browarów regulowane są przez Rozporządzenie Ministra Finansów, Funduszy i Polityki Regionalnej z dnia 28 czerwca 2021 r. w sprawie zwolnień od podatku akcyzowego (Dz.U. z 2023 r. poz. 1891). Zwalnia się od akcyzy podatników produkujących piwo, którzy w poprzednim roku kalendarzowym wyprodukowali do 200 000 hl piwa – w wysokości 50% kwoty akcyzy.